# درويسيرغ
درويسيرغ (بالإنجليزية: Druesberg)‏ هو أحد جبال سلسلة جبال الألب غلاروس وجزء من القمة الأم موتيريستوك يقع في كانتون شفيتس, سويسرا. يبلغ ارتفاع الجبل حوالي 2282 متر، بينما يبلغ ارتفاع نتوء الجبل 722 متر.

## معرض صور

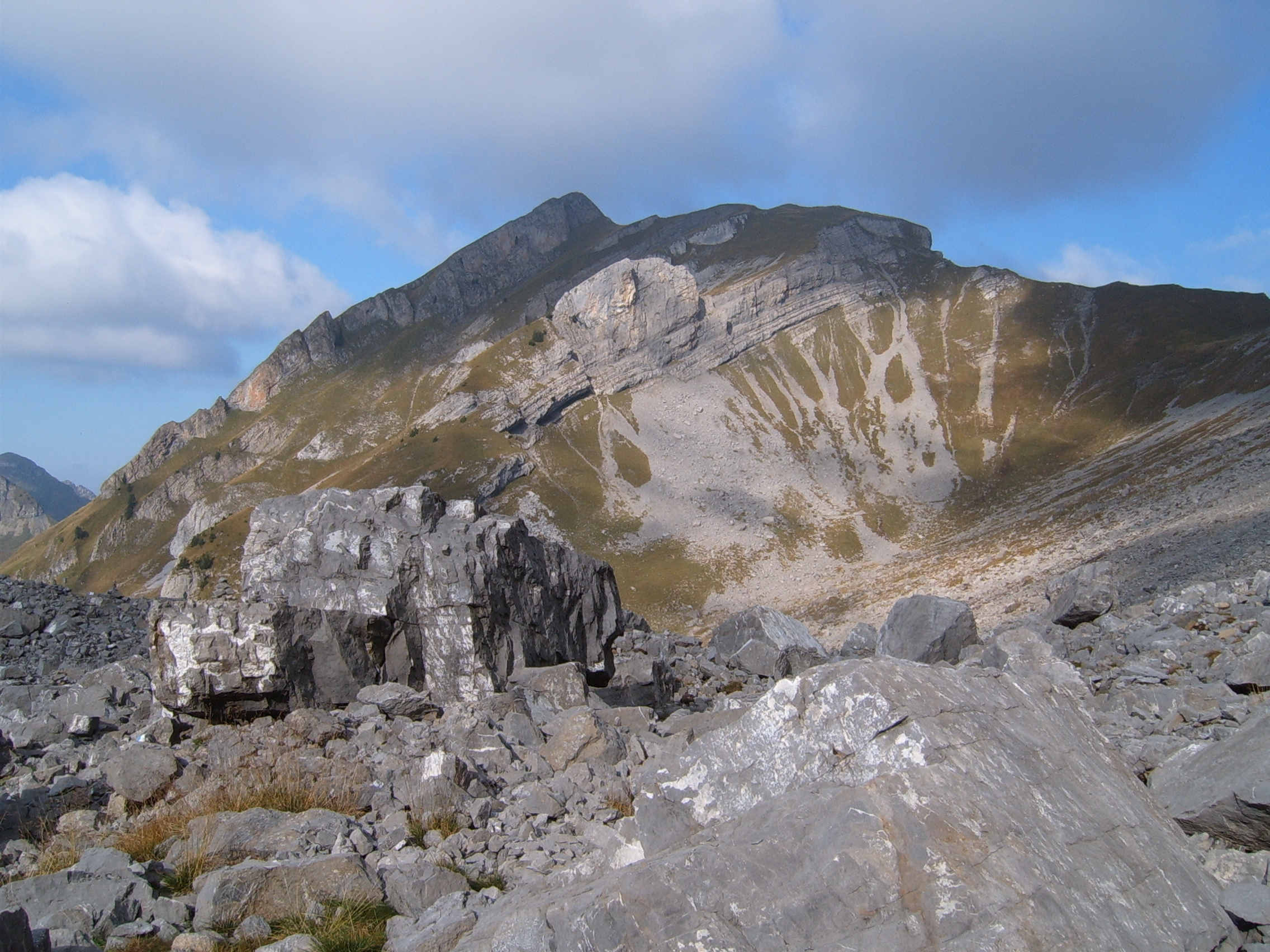
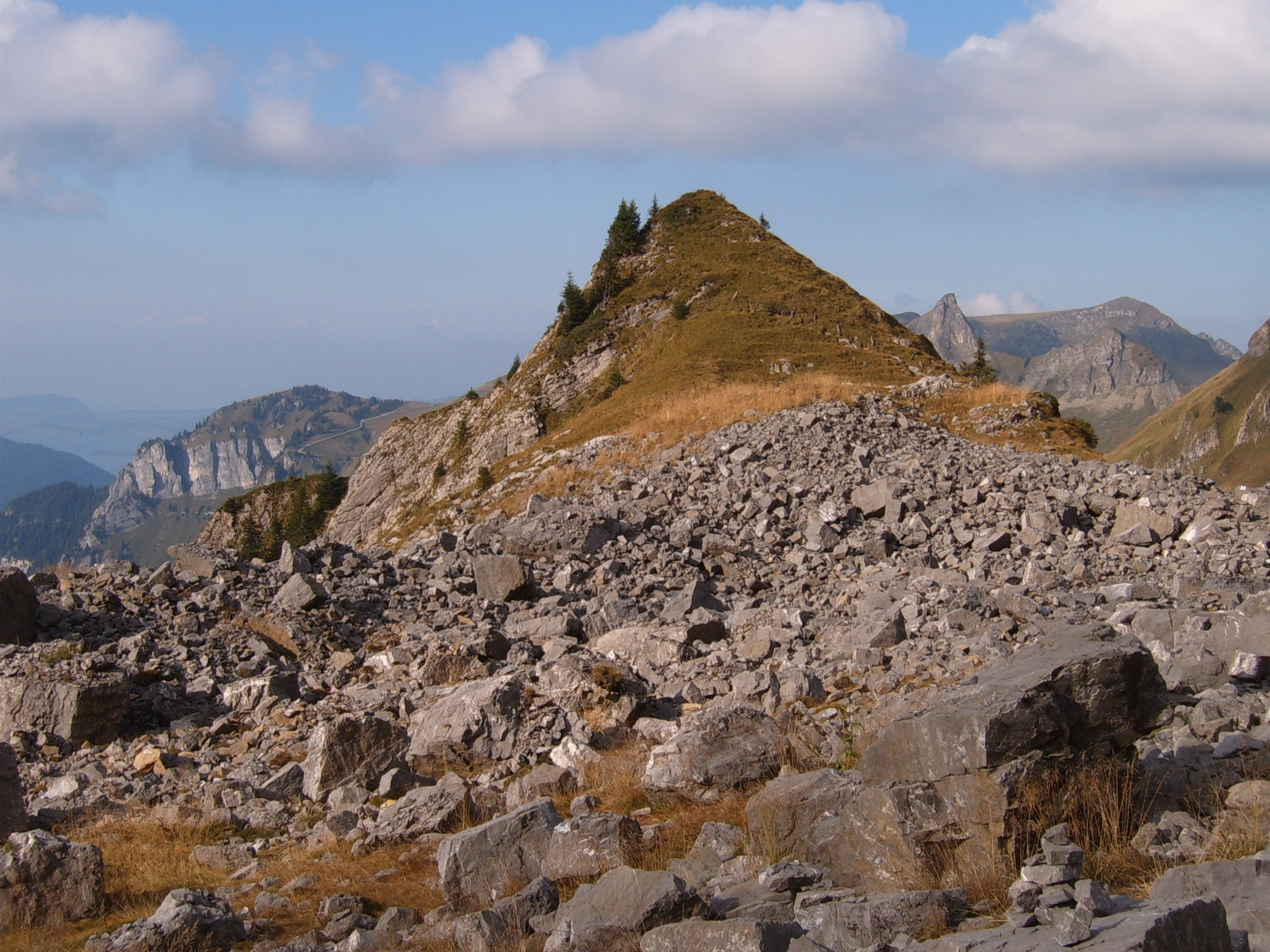
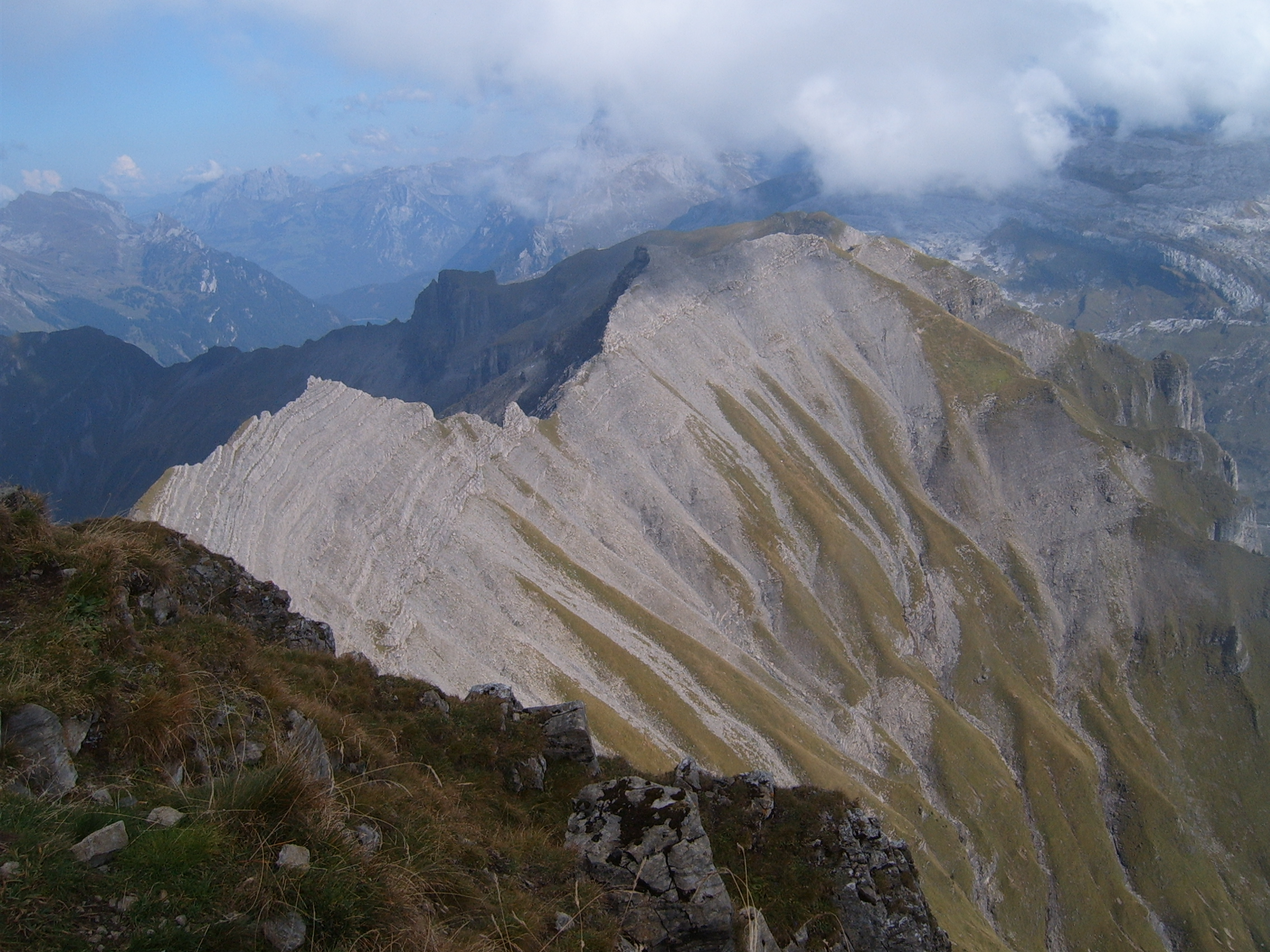